# Louis Bénisti
Pour les articles homonymes, voir Bénisti.
Louis Bénisti est un peintre et sculpteur français né le 15 mai 1903 à El-Biar (Alger) et mort à Évian le 1er mai 1995.

## Biographie
Né dans une famille établie en Algérie depuis plusieurs générations, Louis Bénisti fait de 1914 à 1920 ses études secondaires au lycée d'Alger puis, de 1920 à 1928 est artisan en joaillerie. En 1928 il abandonne la bijouterie et fréquente l'académie d'art d'Alfred Figueras, peintre catalan ami de Picasso et réfugié politique à Alger. Il s'y lie avec Jean de Maisonseul qui le présente à Albert Camus. Il devient l'un de ses intimes, à l'occasion d'une soirée organisée par Max-Pol Fouchet. En 1931 il se tourne vers la sculpture. Camus est le premier à commenter, en 1934, les œuvres qu'il expose et s'inspire de lui pour le personnage de Noël dans La Mort heureuse.
Louis Bénisti est en 1934 pensionnaire du gouvernement général de l'Algérie à la Casa Vélasquez. En 1935, il devient enseignant en dessin au lycée de Maison Carrée. Il participe simultanément, réalisant des masques et des costumes, à la scénographie des spectacles du « Théâtre du Travail » puis du « Théâtre de l'Équipe » qu'anime Camus qui confiera plus tard à Maisonseul: « Je passe ma vie à voir des gens que je méprise ou qui m'ennuient, alors que je sais que je ne rencontrerai jamais personne comme Bénisti ».

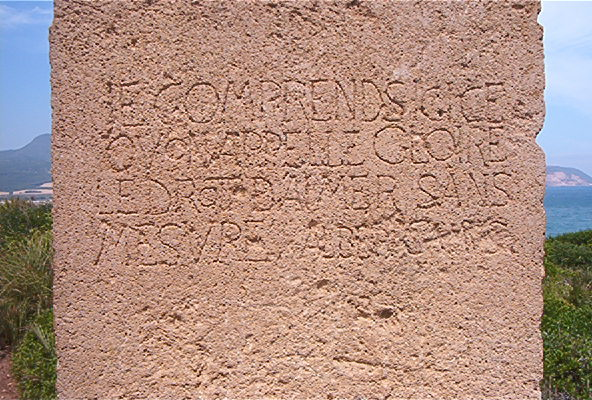
Stèle à la mémoire d'Albert Camus érigée en 1961 et gravée par Louis Bénisti face au mont Chenoua à Tipaza près d'Alger : JE COMPRENDS ICI CE QU'ON APPELLE GLOIRE, LE DROIT D'AIMER SANS MESURE

En 1934, Louis Bénisti expose à la librairie-galerie algéroise Les Vraies Richesses d'Edmond Charlot et participe régulièrement au Salon d'automne à Paris. Il part en 1938 étudier à Paris dans diverses académies. De retour à Alger en 1941, il se marie en 1942. Il expose par la suite régulièrement à Alger, Oran (à la galerie « Colline » de Robert Martin) comme à Paris. À partir de 1943, il se consacre entièrement à la peinture. Il fait en 1947 la connaissance du poète Jean Sénac qui lui consacre la même année un article dans « Oran-Républicain ». En accord avec les proches de Camus, il fait ériger en 1961 à Tipasa une stèle à la mémoire de l'écrivain. Il participe en 1964 à l'exposition Peintres algériens présentée au musée des arts décoratifs de Paris.
Louis Bénisti enseigne le dessin dans des établissements scolaires de 1948 à sa retraite en 1972. Installé ensuite à Aix-en-Provence, il continue de peindre, « sensible aux enfants jouant sur les marches des escaliers de l'HLM qu'il habite » et « retrouve les mêmes attitudes d'enfants et d'adolescents qu'il avait observées dans la Casbah d'Alger ». Il réalise alors des dessins et monotypes sur les thèmes de l'enfance et de la danse, recomposant à l'aide d'anciens dessins « une Casbah perdue, les femmes et les enfants des rues de sa jeunesse algéroise, au-delà de toute anecdote ».

## Jugement
- « Louis Bénisti est un des rares artistes jeunes qui aient compris qu'une œuvre doit être longtemps portée en soi. Son art est à ses débuts, ses conceptions sont presque mûres. Il a compris qu'on ne crée pas avec des interrogations et des inquiétudes, mais qu'une œuvre est une réponse. (...) Cet art plaît par sa soucieuse retenue et son sérieux. Pour débuter, il n'en satisfait pas moins. Il n'est ni fatal, ni résigné. Et lorsqu'il sourit, c'est avec des lèvres de chair. Il est médité dans le silence et se donne pour ce qu'il est : l'œuvre d'un homme ».

Albert Camus (1934)

## Expositions Personnelles
- Alger, 1934, Les Vraies richesses (dir. Edmond Charlot)
- Oran, 1942, Galerie Colline (dir. Robert Martin )
- Alger, 1944, Art de France
- Alger, 1947-1950, Galerie Paul Colin
- Alger, 1951-1956, Galerie le Nombre d'or
- Alger, 1957-1960, Galerie Comte-Tinchant (dir. Edmond Charlot)
- Alger, 1970, Centre culturel français (rétrospective)
- Paris, 1976, La Galerie
- Évian, 1990, Palais des congrès, (préface de Jean de Maisonseul)
- Toulon, 1993, Espace Interrogation
- Lourmarin, 1998, dernières peintures de Louis Bénisti (association Rencontres méditerranéennes Albert Camus)
- Paris, 2000, La Petite Galerie, "Enfance et danse"
- Paris, 2003, La Petite Galerie, "Casbah"
- Hyères, 2004, Rotonde du Parc Hôtel et Tour des Templiers
- Nancy, mai 2012, Conseil Général de Meurthe et Moselle, La Douëra de Malzéville, MJC Lillebonne, organisée par l'association Diwan en Lorraine et ses partenaires

## Expositions Collectives
- Alger, 1934, Salon des Orientalistes
- Paris, 1938, Salon d'Automne
- Paris, 1947, Exposition Artistique de l'Afrique Française
- Monte Carlo, 1951, Exposition Artistique de l'Afrique Française
- Lourmarin, 1994 Les peintres amis d'Albert Camus (association Rencontres méditerranéennes Albert Camus)

## Musées
- Musée national des beaux-arts d'Alger (La Fête orientale, Le Port d'Alger, Paysage du Sahel, Buste de René-Jean Clot)
- Musée Zabana, Oran

## Association
- Les Amis de Louis Bénisti, 163 rue Lantrua, 83220 LE PRADET

### Écrits
- Louis Bénisti, Au soleil sans chapeau, roman, Paris, Marsa éditions, 2005; réédition, Alger, El Kalima, 2013.

### Catalogues
- Peintres algériens, textes d'Edmond Michelet et Mourad Bourboune, Musée des arts décoratifs de Paris, Paris, 1964
- Louis Bénisti, préface de Jean de Maisonseul, Palais des congrès, Évian, 1990.
- Louis Bénisti, préface de Jean de Maisonseul, Espace Interrogation, Toulon, 1993.
- Louis Bénisti, textes de Jean-Pierre Bénisti, Jean de Maisonseul, Jean-Claude Villain, Suzanne Pilicani-Varnier, Guillaume Pigeard de Gurbert, Olivier Todd, Albert Camus, Jean Sénac, Jean Pélégri et Louis Bénisti, La Petite Galerie, Paris, 2000.
- Louis Bénisti (1903-1995), sculptures, dessins, peintures, Association des amis de Bénisti, Hyère, 2004.
- Louis Bénisti, un peintre de la Méditerranée, Florence Khammari (dir.) avec Nazim Fatès, textes de Jean-Pierre Bénisti, Albert Camus, Anissa Bouayed, Zedjiga Abdelkrim et Guy Basset, Diwan-en-Lorraine, Nancy, 2013  (ISBN 978-2-9544143-0-0)
- Camus et les peintres d'Algérie, une longue amitié 1930-1960, textes de Guy Basset, sous la direction de Florence Khammari, avec la collaboration de Odile Teste, catalogue de l'exposition à Lyon du 11 au 24 janvier 2014, réalisée par Coup de Soleil Rhône-Alpes  (ISBN 978-2-9549686-0-5)

### Articles
- Albert Camus, dans Alger Étudiant, no 172, 25 janvier 1934, p. 2.
- Claude de Fréminville, « Louis Benisti », dans La Revue algérienne, décembre 1938.
- Louis-Eugène Angéli, « Louis Bénisti, peintre et sculpteur », dans Algeria, Alger, no 60, automne 1961.
- Jean de Maisonseul, « La lumière de Bénisti », dans Le Nouvel Observateur, Paris, 29 juin 1995.
- « Louis Bénisti », textes de Bénisti (On choisit pas sa mère, souvenirs sur Albert Camus), Albert Camus, Claude de Fréminville, Lucien Lusinchi, Jean Sénac, Louis-Eugène Angeli, Jean de Maisonseul, Serge Volle, Jean-Claude Villain, Raymond Jean, Suzanne Pulicani-Varnier, Guillaume Pigeard de Gurbert, Olivier Todd et Jean Pélégri, dans  Algérie Littérature/Action, no 67-68, Paris, janvier-février 2003.
- Florence Khammari, « Alger années 1930, l'œil de Bénisti », dans Qantara, no 89, automne 2013, p. 12-15.

### Ouvrages généraux
- Max-Pol Fouchet, Mémoires parlés, Un jour je m'en souviens, Mercure de France, 1968.
- Élisabeth Cazenave, Les artistes de l'Algérie, Dictionnaire des peintres, sculpteurs graveurs 1830-1962 en Algérie, Bernard Giovanangeli Éditeur-Association Abd-El-Tif, 2001,  (ISBN 2-909034-27-5).
- Jean Sénac, Visages d'Algérie, Regards sur l'art, documents réunis par Hamid Nacer-Khodja, préface de Guy Dugas, Paris, Paris-Méditerranée et Alger, EDIF 2000, 2002,  (ISBN 284272156X) (reproductions : Nature morte au chou-fleur, 1945 et Rue de la Casbah, 1989, p. 38-39; Buste de René-Jean Clot, 1934, p. 49; Buste de Jean de Maisonseul, 1934, p. 73; Stèle à la mémoire d'Albert Camus, 1961, p. 74 et 78).
- Marion Vidal-Bué, L'Algérie des peintres, 1830-1960, Paris, Éditions Paris-Méditerranée, et Alger, Edif 2000, 2002, p. 33 (reproductions : La repasseuse, p. 33; L'homme à la pastèque, 1946, p. 33; La fête orientale, p. 55; Le joueur de flûte, p. 55)  (ISBN 2842721438).
- Élisabeth Cazenave, Albert Camus et le monde de l'Art, Éditions Fol'Fer-Association Abd-el-Tif, avril 2009,  (ISBN 978-2-35791-003-4)